# St. Peter und Paul (Munningen)

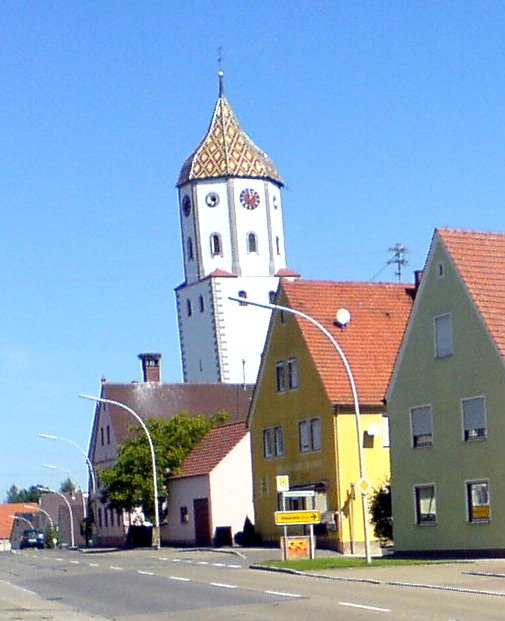
Schiefer Turm von St. Peter und Paul

Die katholische Pfarrkirche St. Peter und Paul in Munningen, einer Gemeinde  im schwäbischen Landkreis Donau-Ries in Bayern, wurde ursprünglich im Mittelalter errichtet.

## Geschichte und Architektur
Im Jahr 1370 wird eine Kirche in Munningen erstmals erwähnt. Der quadratische Unterbau des Turmes stammt im Kern aus dem Anfang des 13. Jahrhunderts. Der polygonale Oberbau des Turmes und das Langhaus wurden in der zweiten Hälfte des 18. Jahrhunderts errichtet. In einer Kartusche über dem Südportal befindet sich die Jahreszahl 1770.
Der rechteckige, flachgedeckte Chor hat einen 3/8-Schluss. Das Langhaus mit flacher Decke besitzt eine Empore im Westen. Der Turm hat in den ersten drei Geschossen schmale Lichtschlitze und im vierten Geschoss Rundbogenfenster. Der schiefe Turm, der nach Westen von der Senkrechten abweicht, endet mit einem geschwungenen Zeltdach. Der Turm hat bis zum höchsten Punkt 41 Meter. Von diesem Punkt aus ist er in der Vertikale bis zum Boden 1,41 Meter schief. Vor circa drei Jahrzehnten wurde er gestützt. Es wurden in den Untergrund viele Betonsäulen mit bis zu 20 Meter Länge versenkt, um eine weitere schiefe Absenkung zu verhindern.